# Рікарду Рібейру Фернандіш
Рікарду Рібейру Фернандіш (порт. Ricardo Ribeiro Fernandes; 21 березня 1978, Морейра-де-Конегуш, Португалія) — португальський футболіст, півзахисник клубу «Трофенсе».

## Біографія
На початку кар'єри виступав за посередні португальські клуби, проте в грандах, «Спортінгу» і «Порту», проявити себе не зумів. У складі «Порту», де був дублером Деку, виграв чемпіонат Португалії і Лігу чемпіонів УЄФА.
У 2005 році перейшов у кіпрський АПОЕЛ, в його складі ставав чемпіоном Кіпру у 2007 році.
У лютому 2008 за 220 тис. євро перейшов у донецький «Металург» і за півтора року зіграв 37 матчів у чемпіонаті.
У червні 2009 року за сімейними обставинами залишив Донецьк і повернувся на Кіпр, де підписав контракт з «Анортосісом», після чого грав за АЕЛ (Лімасол) та ізраїльський «Хапоель» (Беер-Шева).
У січні 2011 року повернувся в донецький «Металург», де провів весь наступний рік. 8 грудня 2011 року Рікарду Фернандіш, у зв'язку з завершенням контракту, попрощався з уболівальниками і керівництвом і покинув донецький клуб за згодою обох сторін..
У першій половині 2012 року виступав за грецький «Панетолікос», після чого повернувся на Кіпр, де грав за клуби «Докса» (Катокопіас) та «Омонія».
Влітку 2016 року повернувся на батьківщину, ставши гравцем «Трофенсе».

## Досягнення
- Чемпіон Португалії: 2003–04
- Володар Суперкубка Португалії: 2002, 2003
- Переможець Ліги чемпіонів УЄФА: 2003–04
- Чемпіон Кіпру: 2006–07
- Володар Кубка Кіпру: 2005–06